# China Poly Group
China Poly Group est un conglomérat et une entreprise publique chinoise spécialisée notamment dans le développement immobilier, le commerce de l'art, le commerce d'armement. Elle possède notamment les filiales Poly Real Estate et Poly Technologies.

## Histoire
En août 2017, le gouvernement chinois annonce la fusion de China Poly Group avec Sinolight et China National Arts and Crafts Group, deux autres groupes étatiques. À la suite de cette fusion, ces deux groupes deviendront des filiales de China Poly Group.

## Filiales
- Poly Property
- Poly Real Estate
- Poly Technologies
- Polybona Films
- Poly Culture
- Poly Theatre
- Poly Auction